# Paus Nicolaas I
Nicolaas I (Rome, ca. 820 - Vaticaanstad, 13 november 867) was paus van 24 april 858 tot zijn dood. Hij was de belangrijkste paus van de 9e eeuw en had als Romeins diaken reeds grote invloed op Sergius II en Leo IV. Na het woelige pontificaat van Benedictus III werd hij op 24 april 858 met instemming van keizer Lodewijk II tot paus gekozen.
Hij verstevigde het pauselijke gezag. Paus Nicolaas wordt als heilige vereerd in de Katholieke Kerk.

## Paus Nicolaas en het graafschap Vlaanderen
Paus Nicolaas bemiddelde in het conflict tussen keizer Karel de Kale en diens dochter Judith van West-Francië die met de eerste graaf van Vlaanderen, Boudewijn I naar Rome waren gevlucht. Hij hief de over hen uitgesproken excommunicatie op. Nicolaas verzoende Judith en Boudewijn met Karel. Op 13 december 863 volgde het officiële huwelijk te Auxerre. Karel was niet aanwezig bij het huwelijk.

## Oeuvre
- Epistulae, in: Mon. Germ. Hist., Ep. VI, blz. 257–690

Cursief: tegenpaus